# Кларк, Оки
Октавиус (Оки) Рене Кларк (англ. Octavius (Ocky) Rene Clark; род. 14 ноября 1960, Санфорд, Флорида) — американский легкоатлет, специалист по бегу на средние дистанции. Выступал за сборную США по лёгкой атлетике в середине 1980-х — начале 1990-х годов, чемпион Панамериканских игр в Гаване, призёр первенств национального значения, финалист Игр доброй воли в Сиэтле и Всемирной Универсиады в Кобе.

## Биография
Оки Кларк родился 14 ноября 1960 года в городе Санфорд (штат Флорида, США). Во время учёбы в местной старшей школе Sanford Seminole High School серьёзно занимался бегом, успешно выступал в беге на 1 милю, беге на 800 метров, эстафете 4 × 400 метров.
После окончания школы поступил в Оттавский университет в Канзасе, но не доучился — в 1979 году пошёл служить в Военно-морской флот США. Пройдя базовую военную подготовку, служил на авианосце USS Enterprise, находившемся на базе Китсап.
На флоте Кларк познакомился с методиками тренера Артура Лидьярда и возобновил тренировки по бегу. Так, на первенстве Военно-морских сил в Аннаполисе он пробежал 800 метров за 1:51.65.
Осенью 1982 года Кларк поступил в Santa Fe Community College, где сначала состоял в команде по кроссу, а затем стал бегать на дорожке.
Будучи студентом, в 1985 году представлял США на Всемирной Универсиаде в Кобе, где в финале бега на 800 метров стал пятым. Также в этом сезоне отметился победой на Играх Тихоокеанской конференции в Беркли.
В 1988 году на чемпионате США в Тампе выиграл серебряную медаль в дисциплине 800 метров, уступив на финише только Марку Эверетту, тогда как на национальном олимпийском отборочном турнире в Индианаполисе занял лишь пятое место и на Олимпиаду в Сеул не попал.
В 1990 году в составе американской национальной сборной стартовал на Играх доброй воли в Сиэтле, где в беге на 800 метров стал четвёртым.
В 1991 году на Панамериканских играх в Гаване превзошёл всех соперников на дистанции 800 метров и завоевал золотую награду.
Пытался пройти отбор на Олимпийские игры 1992 года в Барселоне, однако на отборочном чемпионате США в Новом Орлеане показал в беге на 800 метров лишь шестой результат. Вскоре по окончании этого сезона завершил спортивную карьеру.
Впоследствии Кларк продолжил службу в вооружённых силах, дважды был в Ираке и один раз в Афганистане, служил в Командовании резерва ВВС. Получил степень бакалавра в Университете штата Флорида и степень магистра в Национальном университете в Сан-Диего (англ.). Занимал должность начальника отдела студентов в старшей школе Winter Springs High School.